# سلونی گرادتس
سلونی گرادتس (اسلوونیایی: Slovenj Gradec؛ آلمانی: Windischgrätz, پس از حدود 1900 Windischgraz) در اسلوونی با جمعیت ۷٬۵۵۷ نفر است که در City Municipality of Slovenj Gradec واقع شده‌است.